# 波尔菲里耶
波尔菲里耶（出生名普尔沃斯拉夫·佩里奇，1961年7月22日—），塞尔维亚正教会第46任牧首。2021年2月18日，波尔菲里耶于圣萨瓦教堂接替了去世三个月的爱任纽，正式成为第46任牧首。